# الجديدة (نابل)
الجديدة هي إحدى قرى ولاية نابل بالجمهورية التونسية.